# Cartouche
Cartouche és una pel·lícula d'aventures franco-italiana, dirigida per Philippe de Broca i estrenada el 1962. Ha estat doblada al català.

## Argument[2]
La pel·lícula s'inspira el personatge de Louis Dominique Cartouche, bandit després cap de banda, que castigava París durant la Cort dels miracles al començament del Segle XVIII, sota la Regència (1715-1723).
Busca-raons però encisador i amb un gran cor, Cartouche roba la paga del regiment on havia estat enrolat amb La Douceur i La Taupe, i, acompanyats de l'encantadora Venus, arriben a París on prendran el control de la banda de Malichot. Atraquen els rics i els poderosos amb un cert bon humor, fins que Cartouche s'enamora de la dona del Tinent general de policia, cosa que li farà arriscar-se cada vegada més...
Un dia, en una emboscada, Venus se sacrifica per salvar Cartouche i, després del seu enterrament, decideix amb la seva banda venjar-la...

## Repartiment
- Jean-Paul Belmondo: Louis-Dominique Bourguignon anomenat Cartouche
- Claudia Cardinale: Venus
- Odile Versois: Isabelle de Ferrussac
- Jess Hahn: La Douceur
- Jean Rochefort: La Taupe
- Philippe Lemaire: Tinent general Gaston de Ferrussac
- Marcel Dalio: Malichot
- Noël Roquevert: el sergent
- Alain Decock: Louison Bourguignon
- Jacques Balutin: Caputxí
- Lucien Raimbourg: el mariscal
- Jacques Charon: El coronel
- Pierre Repp: el Marqués de Griffe
- Madeleine Clervanne: Pierrette
- René Marlic: Petit Oncle
- Philippe Castelli: el comissari
- Paul Préboist: 1r gendarme

## Rebuda
| « | en la cruïlla dels (grans) camins de Fanfan la Tulipa, Robin Hood i d'una certa insolència Nouvelle Vague, Jean-Paul Belmondo està magnífic, saltant de la lleugeresa a la gravetat. Darrere el ritme burlesc de les capes i de les espases, l'esclat dels blaus i dels vermells, de Broca anuncia el temps revolucionari. El drama romàntic, a poc a poc, pren el lloc a la fantasia. Una vegada ric, el bandit descobreix l'avorriment. "Diverteix-te, això t'impededirà morir ", l'avisa Venus. Un cadàver, tanmateix, i una seqüència de funeral inoblidable acabaran de submergir la pel·lícula en un lirisme desesperat. I de Broca transforma en justiciers els seus bandits entristits... Superba. | » |

## Al voltant de la pel·lícula
- Les preses de vistes exteriors de la pel·lícula han estat fetes a Pézenas, Herault.
- Jean-Paul Belmondo ha dirigit totes les seves accions arriscades.
- El nom del dolent d'aquesta pel·lícula (el tinent-general de Ferrussac) és el verdader nom de Philippe de Broca (de Ferrussac).
- El cartell de la pel·lícula és signat per Yves Thos.